# Ciudad Constitución
Ciudad Constitución é uma cidade do México, localizada no estado de Baja California Sur, sendo a sede do município de Comondú. Em 2019, a cidade tinha uma população total de 45 888 habitantes. A Ciudad Constitución é uma pequena cidade que serve como porta de entrada para a Baía de Magdalena.